# Терешківська сільська рада (Полтавський район)
Терешківська сільська рада — колишній орган місцевого самоврядування у Полтавському районі Полтавської області з центром у селі Терешки.

## Населені пункти
Сільраді були підпорядковані населені пункти:
- c. Терешки
- с. Копили